# پنگوئن ماکارونی
پنگوئن ماکارونی (نام علمی: Eudyptes chrysolophus) نام یک گونه از سرده پنگوئن‌های کاکل‌دار است.